# プレミアムチャレンジ
プレミアムチャレンジ（Premium Challenge）は、日本の総合格闘技大会。2002年5月6日、千葉県浦安市の東京ベイNKホールで開催された。

## 大会概要
ノールールのリアルファイトが主流の時勢の中、あえて論理的なルールを組み入れ、レーザー光線の利用により試合の流れを観客に分かり易く演出。また、賛否両論の中、有名選手（ガーディアン・守備側）と無名選手（エクスプローラー・挑戦側）との対決を実現し、有名・無名の事実は、現実の実力には関連性がないことを暗示した。主催の株式会社パルテノンが倒産したため1度の開催で終わった。

## ルール
投げ技の有効で2ポイント、ダウンで5ポイントとするなど、ノックアウト以外での勝敗に関してはポイント制を重視。
その他、ロック（一方の選手がサブミッションへ仕掛けようとし、一方の選手がこれに掛けられようとした時点）、リリース（規定時間内にサブミッションが有効にならなかった場合）という制度を設け、スポーツ性を高めた。

## 試合結果

### プレマッチ
第1試合 スタンダードルール 10分1R
○  野沢洋之 vs.  小池秀信 ×
1R 1:37 KO（左ストレート→パウンド）
第2試合 スタンダードルール 10分1R
○  渡邊将広 vs.  出口直樹 ×
オーディエンスジャッジ3-0
第3試合 スタンダードルール 10分1R
○  佐々木恭介 vs.  森素道 ×
オーディエンスジャッジ3-0
第4試合 スタンダードルール 10分1R
○  割田佳充 vs.  加藤泰貴 ×
ポイント4-0

### チャレンジマッチ
第1試合 スタンダードルール 10分1R
○  熊谷真尚 vs.  港太郎 ×
オーディエンスジャッジ3-0
第2試合 スタンダードルール 10分1R
○  芹澤健一 vs.  佐藤伸哉 ×
1R 7:17 TKO（レフェリーストップ：グラウンドの膝蹴り）
第3試合 スタンダードルール 10分1R
○  今成正和 vs.  岩間徳三朗 ×
1R 3:24 ヒールホールド
第4試合 スタンダードルール 10分1R
○  今泉堅太郎 vs.  ラサール☆おさみ ×
ポイント2-0
第5試合 スタンダードルール 10分1R
○  所英男 vs.  矢野卓見 ×
オーディエンスジャッジ3-0

### プレミアムマッチ
第1試合 F&Gルール 10分1R
○  クリストファー・ヘイズマン vs.  小澤幸康 ×
1R 6:24 チキンウィングアームロック
第2試合 スタンダードルール 10分1R
○  石井大輔 vs.  富士大輔 ×
1R 3:28 肩固め
第3試合 F&Gルール 10分1R
○  イリューヒン・ミーシャ vs.  藤井克久 ×
1R 5:45 フロントチョーク
第4試合 スタンダードルール 10分1R
○  百瀬善規 vs.  近藤有己 ×
オーディエンスジャッジ2-0